# Agronomski i prehrambeno-tehnološki fakultet u Mostaru
Agronomski i prehrambeno-tehnološki fakultet Sveučilišta u Mostaru visokoškolska je institucija Sveučilišta u Mostaru koja educira i usavršava kadrove za potrebe poljoprivredne i prehrambene industrije. Fakultet je počeo s radom 1994. godine, a službeno je registriran kod Višeg suda u Mostaru Rješenjem suda u Mostaru broj U/S.9/98. 
Nastanak ovog fakulteta je rezultat naraslih potreba za obrazovanjem kadrova za poljoprivredu kao vrlo važnu djelatnost u okviru strategije razvitka ovog područja i šire, kao i važnog segmenta nacionalne ekonomije.

## Razvoj fakulteta
Na prvoj sjednici Fakultetskog vijeća Agronomskog fakulteta Sveučilišta u Mostaru 1994. godine za dekana je izabran prof. dr. se. Jakov Pehar, a Odlukom Upravnog vijeća Sveučilišta i potvrđen. Na putu razvitka ovog fakulteta bilo je mnogo poteškoća u pogledu smještaja, kadrova i opreme, pa se to postupno rješavalo i popunjavalo, tako da danas Fakultet ima ozbiljnu formu i sadržaj sposoban pružiti usluge koje su mu namijenjene. Razvoj Fakulteta ići će u smjeru osiguranja što boljih uvjeta za normalno odvijanje nastavnog procesa, kao i drugih pratećih djelatnosti. U nastavnom planu i programu projiciran je studij općeg smjera, što u ovim uvjetima odgovara realnim potrebama. Planiran je i poslijediplomski studij koji će pružiti mogućnost daljnjeg usavršavanja kadrova koji će jednim dijelom vezati svoj budući rad za ovaj fakultet.  

## Vanjske poveznice
- Agronomski i prehrambeno-tehnološki fakultet Sveučilišta u Mostaru